# Usuki

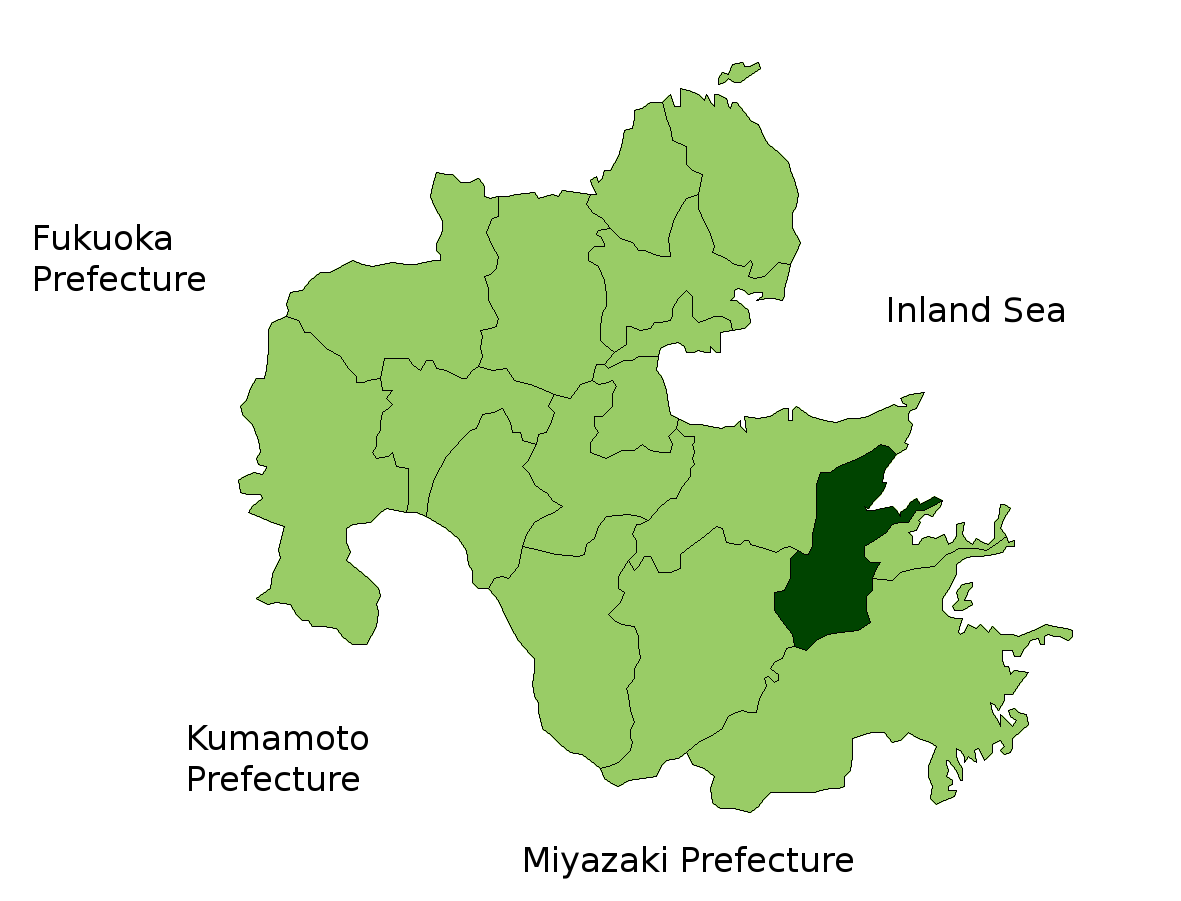

Usuki (臼杵市 Usuki-shi?) este un municipiu din Japonia, prefectura Ōita.